# Dinu Cristea
Dinu Cristea (n. 10 august 1911, Vasilați, România – d. 1991) a fost un alergător de fond român. A concurat în proba de maraton de la Jocurile Olimpice de vară din 1952, terminând pe locul 31. La Campionatul European din 1954 a ocupat locul 10.
A alergat pentru prima dată într-o competiție oficială în 1933. Cu o înălțime de 1,66 m și o greutate de 60 kg, avea un fizic potrivit pentru alergare.
Pe parcursul carierei sale de alergător, Cristea a câștigat 46 de titluri naționale (cel mai mare număr de titluri naționale din atletismul românesc) și a stabilit 19 recorduri naționale. Probele sale preferate au fost 5000 de metri și 10000 de metri, deși a mai concurat ocazional și în probele de 1500 de metri și maraton. S-a retras din activitate la vârsta de 51 de ani.

## Distincții
- Ordinul Muncii cl. a III-a (19 noiembrie 1952) pentru rezultatele obținute la Jocurile Olimpice de vară de la Helsinski[7]